# Barolo
Barolo là một đô thị tại tỉnh Cuneo trong vùng Piedmont của Italia, vị trí cách khoảng 50 km về phía đông nam của Torino và khoảng 40 km về phía đông bắc của Cuneo. Tại thời điểm ngày 31 tháng 12 năm 2004, đô thị này có dân số 697 người và diện tích là 5,6 km².
Barolo giáp các đô thị: Castiglione Falletto, La Morra, Monforte d'Alba, Narzolevà Novello.

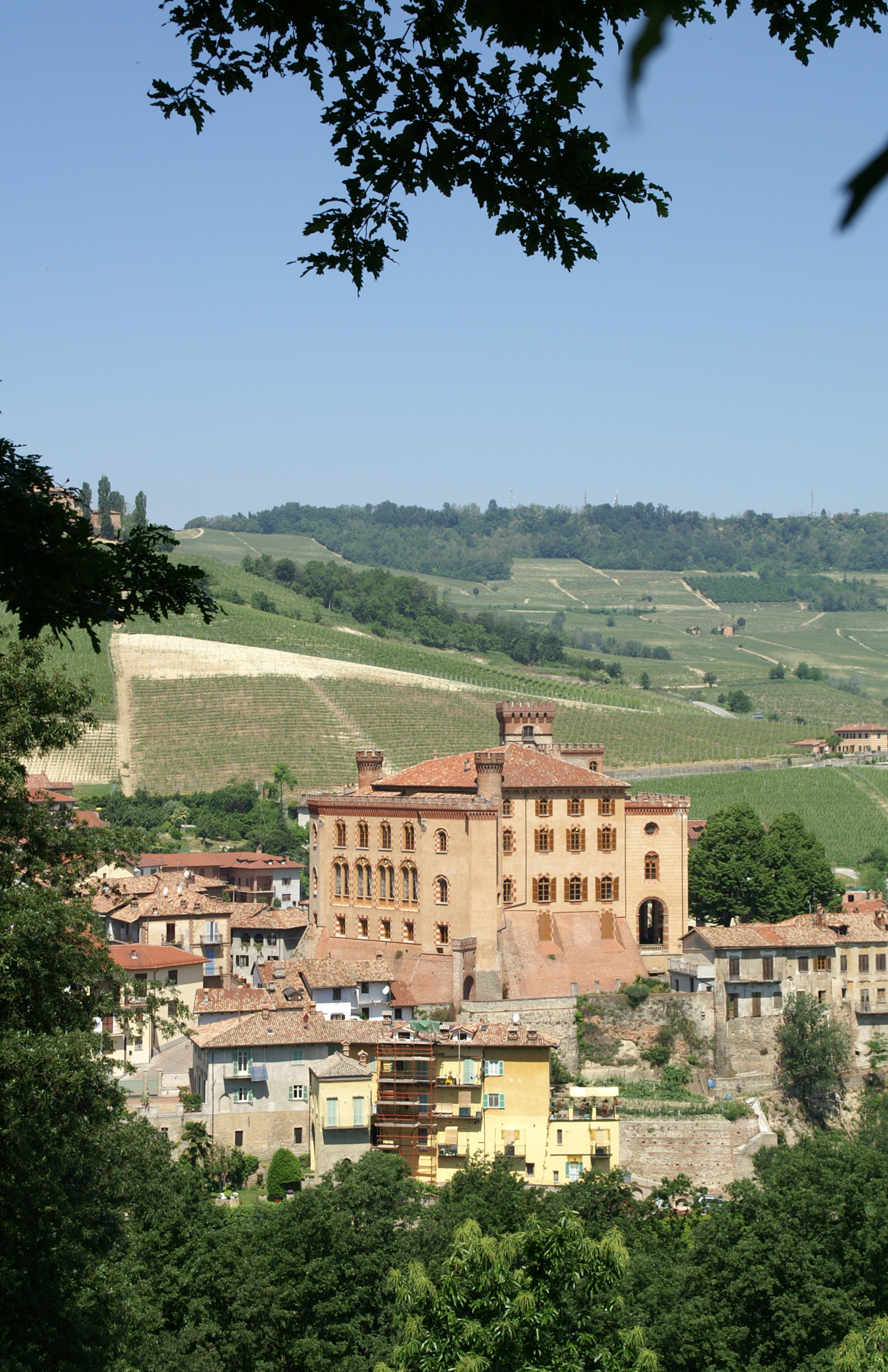
Barolo